# Франсуаза Дорлеак
Франсуаза Полетт Луїза Дорлеак (фр. Françoise Paulette Louise Dorléac; 21 березня 1942, Париж — 26 червня 1967, Вільнев-Лубе, Приморські Альпи) — французька акторка театру, кіно та телебачення. Сестра Катрін Денев.

## Життєпис

### Родина
Франсуаза Полетт Луїза Дорлеак — старша з трьох доньок акторів Моріса Дорлеака (1901—1979) та Рене Сімоно (1911—2021). Її молодші сестри — Катрін (нар. 1943) і Сільвія (нар. 1946). Її мати також мала доньку Даніель (нар. 1936) від актора Еме Кларіона. Батько працював на дубляжі іноземних фільмів для компанії Paramount Pictures, мати вела дім, але роботу в театрі не полишала. Родина не мала нічого спільного з богемою. За словами Катрін Денев, батьки «грали в театрі, а театр — це дисципліна. Крім того, це така професія, якою займаються вечорами, що дозволяло нам протягом дня вести нормальне життя». Виховуючись в акторській родині, усі сестри так чи інакше пов'язали своє життя з театром та кіно.
У дитинстві Франсуаза була неслухняною та живою. В квартирі Дорлеаків на бульварі Мюрата у фешенебельному XVI окрузі Парижа вона ділила одну кімнату з Катрін. Різниця в віці між ними була 18 місяців, та почували вони себе скоріше близнючками. Між ними траплялися сварки, однак вони були короткочасні. За характером вони були дуже різними. Катрін пізніше згадувала, що сестра була в усьому протилежністю їй: Франсуаза не палила й не вживала спиртного; була дуже стримана в їжі. Франсуаза завжди хотіла стати знаменитою акторкою і наполегливо прямувала до своєї цілі, а Катрін не мріяла ні про що конкретне.

### Кар'єра
У 15-річному віці Франсуазу за погану поведінку виключили з ліцею. 1957 року вона вступила до Консерваторії драматичного мистецтва і одночасно брала уроки акторської майстерності на курсах Рене Жирара. Її кумирами були Грета Гарбо і Марлен Дітріх. Франсуаза не вважала себе красунею, але вміла накласти грим так, щоб вигідно показати себе на сцені. Були дні, коли її охоплював відчай через її «несиметричне» обличчя, тоді вона не наважувалася вийти з дому навіть заради важливої зустрічі з режисером.
У Консерваторії Дорлеак навчалася в класі у Робера Манюеля, завдяки якому отримала в Театрі Антуан головну роль у п'єсі «Жіжі» Аніти Лус за однойменним романом Колетт (1960). Роль Жіжі вважається найкращою в її театральній кар'єрі. Навчання в Консерваторії Дорлеак завершила 1961 року.
Батько 1952 року працював художнім керівником дубляжу фільма режисера Луїджі Коменчіні «Гайді», і їй було доручено дубляж виконавиці головної ролі Елізабет Зигмунт. Першим фільмом, в якому вона зіграла, стала короткометражка «Брехня» (1957), а першою повнометражною картиною — «Вовки у вівчарні» Ерве Бромберже (1960). Дорлеак також працювала моделлю у Christian Dior.
На зйомках картини «Двері хлопають» потрібна була акторка на роль сестри її героїні, і вона привела на майданчик Катрін. Для молодшої сестри цей кінематографічний досвід не був першим, однак кіно вона почала цікавитися саме під впливом Франсуази.
Відомою Дорлеак стала після зйомок у Філіппа де Брока в фільмі «Людина з Ріо» (1964). Нестандартна краса Дорлеак (гострий профіль, розкидане по плечах або недбало зібране в копицю каштанове волосся) буде визнана таким само еталоном сучасності, як „взаконена потворність“ Бельмондо: обидва ці обличчя, з'явившись разом у фільмі „Людина з Ріо“, стали емблемами Нової Хвилі і 60-х років в цілому» (Андрій Плахов).
Однією з її найкращих кіноролей вважається стюардеса Ніколь в фільмі Франсуа Трюффо «Ніжна шкіра» (1964). Картина була холодно сприйнята публікою і критикою, і Дорлеак тяжко переживала невдачу. На Каннському фестивалі фільм Трюффо програв «Шербурзьким парасольками». Денев визнавала, що невдача сестри завадила їй повністю насолодитися успіхом. В пресі з'являлися повідомлення про «суперництво» сестер-акторок, тому Катрін була змушена заявити, що їй нічого ділити з Франсуазою, бо вони надто різні й у житті, й на екрані.
У фільмі Романа Поланскі «Тупик» (1966) Дорлеак грала невірну дружину власника замку. Це стало ще однією помітною роллю в її кінокар'єрі. Поланскі збирався запросити на роль Терези навідому акторку, однак жодна з багатьох претенденток не продемонструвала потрібного рівня професіоналізму. Випадково він дізнався, що до Лондону (зйомки проходили в Великій Британії) приїхала сестра Денев, яка знімалася у Поланскі в «Відразі». Поланскі, попри те, що спочатку не хотів, щоб головну героїню грала француженка, взяв Дорлеак без проб.

У «Дівчатах з Рошфора» Дорлеак знову знялась разом з Денев, і, на думку деяких критиків, темпераментна Дорлеак грала ведучу роль. Глядачі ж з захватом сприйняли роботу обох сестер: коли одна з газет провела опитування, яка з них була кращою, вони отримали однаково високі оцінки.

### Особисте життя
Чоловіки не відігравали в житті Дорлеак головної ролі, на першому місці для неї завжди була робота. Будучи бунтаркою по духу, вона тим не менше не володіла рішучістю своєї сестри, яка зовсім юною пішла з батьківського дому, народила у 20 років дитину і одна виховувала її. Лише поступившись на вмовляння матері, Франсуаза переїхала на власну квартиру, вибравши будинок навпроти батьківського (бульвар Мюрата, 159). Вона обожнювала свого племінника Крістіана, але сама не збиралась народжувати, — як казала Катрін, сестра «дітей любила лише як ідею».
У грудні 1960 року в популярному нічному клубі «L’Épi» Дорлеак познайомилася з актором Жаном-П'єром Касселем. В автобіографії, виданій 2004 року, він пише, що Дорлеак була «його юнацьким коханням».
1964 року, під час і після зйомок в «Ніжній шкірі», мала роман з Франсуа Трюффо. Цей зв'язок швидко перейшов в дружбу між акторкою та режисером.
В інтерв'ю «Ліберасьйон» Гі Бедос, партнер Дорлеак по фільму «Сьогодні ввечері або ніколи», назвав її своєю нареченою: «Після її смерті я не можу пройти повз Лувр, не уявивши її».

### Смерть
Дорлеак загинула, коли її міжнародна кар'єра лише розпочиналася. 26 червня 1967 року на шляху до аеропорту Ніцци (тільки но повернувшись зі зйомок у Фінляндії, поспішаючи на авіарейс) вона не впоралася з керуванням автомобіля. За десять кілометрів від Ніцци, неподалік від з'їзду з автобана Ля-Провансаль на Вільнев-Лубе, її автомобіль — узятий напрокат Renault 10 — врізався в дорожній стовп, перекинувся і загорівся. Дорлеак намагалася покинути машину, але не змогла відчинити двері. Пізніше її особу було встановлено за вцілілою частиною чекової книжки, щоденнику та водійськими правами.
Похована у Сен-Пор, департамент Сена і Марна, містечку, де сестри Дорлеак дітьми проводили канікули.

### Пам'ять
1992 року площа перед залізничним вокзалом в Рошфорі, департамент Приморська Шаранта, була названа ім'ям Франсуази Дорлеак.
15 жовтня 2010 року в Курсон-Монтелу Катрін Денев взяла участь у презентації нового сорту камелії, названої на честь Франсуази Дорлеак. Денев так відгукнулася про цю подію: «Я дуже втішена, що хтось побажав назвати квітку іменем моєї сестри. Про це говорили протягом двох років. Моя сестра була б дуже щаслива. Дати рослині ім'я того, кого ти любив, це щось вічне, це дуже втішає».

## Ролі у театрі
- 1960 — «Жіжі» (Колетт), реж. Робер Мануель
- 1960 — «Кокоси» (Марсель Ашар), реж. Жан Меєр
- 1961 — «Шлюб з примусу» и «Школа мужів» (Мольєр), реж. Жан Меєр

## Фільмографія
| Рік  |    | Українська назва                       | Оригінальна назва                      | Роль                     |
| ---- | -- | -------------------------------------- | -------------------------------------- | ------------------------ |
| 1960 | ф  | Вовки у вівчарні                       | Les loups dans la bergerie             | Мадлен                   |
| 1961 | ф  | Двері хлопають                         | Les portes claquent                    | Домінік                  |
| 1961 | ф  | Сьогодні ввечері або ніколи            | Ce soir ou jamais                      | Даніель                  |
| 1961 | ф  | Дівчина із золотими очима              | La fille aux yeux d’or                 | Катя                     |
| 1961 | ф  | Усе золото світу                       | Tout l’or du monde                     | журналістка              |
| 1962 | ф  | Думка                                  | La gamberge                            | Франсуаза                |
| 1962 | ф  | Арсен Люпен проти Арсена Люпена        | Arsen Lupin contre Arsene Lupin        | Наталі Картьє            |
| 1962 | тф | Три шапокляка                          | Les Trois Chapeaux claques             | Паола                    |
| 1963 | тф | Теф-теф                                | Teuf-teuf                              | —                        |
| 1964 | тф | Не інжир, не виноград                  | Ni figue ni raisin                     | —                        |
| 1964 | тф | Дівчатка                               | Les Petites Demoiselles                | Жюлі                     |
| 1964 | ф  | Карусель                               | La Ronde                               | —                        |
| 1964 | ф  | Людина з Ріо                           | L' Homme De Rio                        | Аньєс Віллермос          |
| 1964 | ф  | Ніжна шкіра                            | La Peau Douce                          | Ніколь                   |
| 1964 | ф  | Полювання на чоловіка                  | La Chasse à l’homme                    | Франсуаза Пікар / Сандра |
| 1965 | ф  | Чингісхан                              | Gengis Khan                            | Борте                    |
| 1966 | ф  | Там, де шпигуни                        | Where the Spies Are                    | Вікі                     |
| 1966 | ф  | Тупик                                  | Cul-de-Sac                             | Тереза                   |
| 1966 | ф  | Мозок ціною в мильярд доларів          | Billion Dollar Brain                   | Аня                      |
| 1967 | ф  | Дівчата з Рошфора                      | Les demoiselles de Rochefort           | Соланж Гарньє            |
| 1967 | тф | Жюлі де Шаверні та її подвійна помилка | Julie de Chaverny ou la Double Méprise | Жюлі                     |